# لیپودیستروفی
لیپودیستروفی (انگلیسی: Lipodystrophy) گروهی از اختلالات مادرزادی یا اکتسابی هستند که در آن، بدن قادر به تولید یا حفظ بافت چربی نیست. مشخصهٔ این بیماری، وضعیت غیرعادی یا تخریب‌کننده (دژنراتیو) در بافت چربی بدن است. («لیپو» در زبان یونانی به معنای «چربی» و «دیستروفی» به‌معنای «وضعیت غیرطبیعی یا تخریبی» است) لیپوآتروفی واژهٔ اختصاصی‌تری است که برای توصیف از دست رفتن چربی در یک ناحیهٔ خاص از بدن (معمولاً صورت) به‌کار می‌رود. این وضعیت همچنین به‌سبب کمبود لپتین نیز ایجاد می‌شود که ممکن است منجر به اسکلروز استخوانی شود. فقدان چربی بافتی با مقاومت به انسولین، هیپرتری‌گلیسریدمی، بیماری کبد چرب غیر الکلی و سندرم متابولیک در ارتباط است.

## انواع
لیپودیستروفی را می‌توان به انواع زیر تقسیم‌بندی کرد:: 495–7 
- سندرم‌های مادرزادی لیپودیستروفی
  - لیپودیستروفی سرتاسری مادرزادی (سندرم برادینلی-زایپ)
  - لیپودیستروفی نسبی خانوادگی
  - سندرم لیپودیستروفی-پروجروید-شبه مارفان
  - سندرم کَندل[۶]
- سندرم‌های اکتسابی لیپودیستروفی
  - لیپودیستروفی نسبی اکتسابی (سندرم باراکر-سیمونز)
  - لیپودیستروفی سرتاسری اکتسابی
  - لیپودیستروفی شکمی کانون‌گریز (لیپودیستروفیا سنتری‌فیوگالیس اَبدومینالیس اینفنتیلیس)
  - لیپوآتروفی حلقوی (لیپوآتروفی فِرِیرا مارکث)
  - لیپودیستروفی موضعی
  - لیپودیستروفی مرتبط با اچ‌آی‌وی

## تزریق‌های انسولین
لیپودیستروفی ممکن است به‌صورت برجستگی یا فرورفتگی کوچک در پوست ایجاد شود، هنگامی که فرد تزریق‌های مکرر در یک ناحیه یک‌سان و ثابت انجام می‌دهد. این‌گونه لیپودیستروفی‌ها بی‌خطر هستند و می‌توان با تغییر دادن محل تزریق از بروز آن جلوگیری کرد. در مبتلایان به دیابت، استفاده از انسولین خالص کمک‌کننده است.
یکی از عواقب لیپودیستروفی، پس‌زدن داروی تزریق‌شده، کاهش سرعت جذب دارو یا ترومای منجر به خونریزی در محل و پس‌زدن مجدد داروست. در هر یک از این حالت‌ها، تنظیم صحیح دوز دارو، مثلاً انسولین، غیرممکن یا بسیار دشوار می‌گردد و درمان بیماری با اختلال موجه می‌گردد و ممکن است وضعیت بیمار بدتر شود.
در برخی بیماران، ممکن است تغییر دادن محل تزریق‌ها برای اجتناب از لیپودیستروفی کافی نباشد.

## داروهای ضد رتروویروس
لیپودیستروفی یکی از عوارض جانبی بالقوهٔ داروهای ضد رتروویروس است. تظاهر لیپودیستروفی به‌صورت توزیع غیرعادی چربی در بدن است به این صورت یک ناحیه چربی اضافی و غیرضروری دارد و یک ناحیهٔ دیگر اصلاً چربی ندارد. برخی از این علائم شامل فرورفتن گونه‌ها، پدیدار شدنِ «کوهان» در پشت یا در پسِ گردن (موسوم به کوهان بوفالو) است که گاهی به‌سبب افزایش هورمون کورتیزول نیز دیده می‌شود. لیپودیستروفی بیشتر در بیمارانی که با مهارکننده‌های ترانس کریپتاز معکوس آنالوگ تیمیدین همچون زیدوودین (AZT) و استاوودین (d4T) درمان می‌شوند، شایع است.

## انواع ارثی
یک علت لیپودیستروفی ممکن است اختلالات متابولیک ناشی از مسائل ژنتیکی باشد. مشخصهٔ اینها مقاومت به انسولین و سندرم متابولیک است.

## تشخیص
تشخیص بیماری از نوعِ بالینی و توسط یک متخصص مجرب غدد درون‌ریز مقدور است. بر حسب نوع بیماری ممکن است انجام آزمایش‌های ژنتیکی در تشخیص بیماری کمک‌کننده باشد. در حدود ۴۰٪ مبتلایان به «لیپودیستروفی نسبی»، عامل ژنی برای ایجاد بیماری یافت نمی‌شود. استفاده از کولیس‌های سنجش ضخامت چین پوستی در نقاط مختلف بدن و اسکن سرتاسری ترکیب‌بندی بدن با استفاده از جذب‌نگاری دوگانهٔ انرژی پرتوی ایکس ممکن است به تشخیص نوع بیماری کمک کنند. از جذب‌نگاری دوگانهٔ انرژی پرتوی ایکس در تعیین درصد موضعی چربی و مشاهدهٔ مستقیم توزیع چربی در بدن با استفاده از «سایهٔ چربی» می‌توان بهره برد.

## درمان
درمان جایگزینی لپتین با استفاده از لپتین نوترکیب (مترلپتین) روش درمانی مؤثری در بهبود عوارض متابولیک لیپودیستروفی است و توسط سازمان غذا و داروی ایالات متحده آمریکا جهت درمان سندرم‌های لیپودیستروفی سرتاسری بدن پذیرفته شده‌است. در اروپا و مطابق توصیه‌های آژانس دارویی اروپا، مترلپتین باید در کنار رژیم‌های غذایی در درمان لیپودیستروفی به‌کار رود که طی آن، بافت چربی زیرپوستی از بین رفته و در نقاط دیگری همچون کبد و ماهیچه‌ها تجمع می‌یابد. این دارو در بالغین و کودکان بالای ۲ سال که مبتلا به لیپودیستروفی سرتاسری مادرزادی (سندرم برادینلی-زایپ) و لیپودیستروفی سرتاسری اکتسابی (سندرم لارنس) هستند و همچنین در بالغین و کودکان بالای ۱۲ سال که مبتلا به لیپودیستروفی نسبی (از جمله لیپودیستروفی نسبی اکتسابی یا سندرم باراکر-سیمونز) هستند و درمان‌های استاندارد در آنها بی‌اثر بوده، تجویز می‌شود.
داروی وُلانِـسورسِـن یک بازدارندهٔ آپولیپوپروتئین سی ۳ است که در حال حاضر تحت کارآزمایی بالینی و پژوهش برای درمان بالقوه در کاهشِ هیپرتری‌گلیسریدمی، در بیماران مبتلا به لیپودیستروفی نسبی خانوادگی است.

## فرهنگ و جامعه
«لیپودیستروفی یونایتد» یک سازمان بین‌المللی است که توسط بیماران مبتلا به لیپودیستروفی بنیان نهاده شده و اداره می‌شود و هدفش افزایش آگاهی عمومی دربارهٔ سندرم‌های لیپودیستروفی است. در تقویم میلادی، روز ۳۱ مارس را به نام «روز جهانی لیپودیستروفی» نام‌گذاری نموده‌اند.